# Distretto di Sėvrėj
Il distretto di Sėvrėj è uno dei quindici distretti (sum) in cui è suddivisa la provincia dell'Ômnôgov', in Mongolia. Conta una popolazione di 2.191 abitanti (censimento 2009). 